# Respawn Entertainment
Respawn Entertainment（邦題:リスポーン・エンターテインメント）は、アメリカ合衆国カリフォルニア州ビバリーヒルズにあるコンピュータゲーム開発企業。元Infinity Wardのジェイソン・ウェストとヴィンス・ザンペラによって2010年に設立、2017年12月1日にエレクトロニック・アーツに買収された。

## 歴史
Respawn創業のきっかけは、アクティビジョンによるInfinity Ward首脳人事への介入とされる。
2010年3月1日、アクティビジョンは証券取引委員会に対する修正報告書で、Infinity Wardの幹部2名が契約違反や業務命令違反により解雇されたと通知した。その人物が、社長・ゲームディレクター・共同CCO・CTOのジェイソン・ウェストと、共同創設者でCEOのヴィンス・ザンペラであることは、LinkedInのページ上にある元社員リストに含まれていたことで判明した。現地メディアによると、3月1日にザンペラとウェスト、および、アクティビジョンのスタッフとの間で会合が開かれたが、その後、2人が会社に現れることはなかったと伝えられている。
同年4月12日、ロサンゼルス・タイムズは、ウェストとザンペラがRespawn Entertainmentという、新しい独立したゲームスタジオを創設していたと報じた。彼らは、EAパートナーズプログラムを通じ、エレクトロニック・アーツからの資金提供を求めていた。7月12日の時点で、Infinity Wardの従業員46人のうち38人が辞職し、Respawn Entertainmentに就業したとLinkedInやFacebookのプロフィールから明らかになっている。
2017年11月、エレクトロニック・アーツがRespawn Entertainmentを1億5100万ドルの現金で、最大1億6400万ドルの株式を取得。買収は同年12月1日に完了した。

## 作品
| 発売年 | 作品名                                         | 対応プラットフォーム                                         | 販売会社                       | 備考                           |  |
| ------ | ---------------------------------------------- | ------------------------------------------------------------ | ------------------------------ | ------------------------------ |  |
| 2014年 | タイタンフォール                               | Microsoft Windows、Xbox 360、Xbox One                        | エレクトロニック・アーツ       |                                |  |
| 2016年 | タイタンフォール2                              | Microsoft Windows、PlayStation 4、Xbox One                   | エレクトロニック・アーツ       |                                |  |
| 2017年 | タイタンフォール:アサルト                      | iOS、Android                                                 | ネクソン                       | Particle Cityとの共同開発      |  |
| 2019年 | エーペックスレジェンズ                         | Microsoft Windows, PlayStation 4/5, Xbox One Nintendo Switch | エレクトロニック・アーツ（株） |                                |  |
| 2019年 | スター・ウォーズ ジェダイ:フォールン・オーダー | Microsoft Windows, PlayStation 4/5, Xbox One                 | エレクトロニック・アーツ（株） |                                |  |
| 2020年 | メダル・オブ・オナー アバーブアンドビヨンド    | Oculus Rift                                                  | エレクトロニック・アーツ（株） |                                |  |
| 2022年 | エーペックスレジェンズモバイル                 | iOS、Android                                                 | エレクトロニック・アーツ（株） | LightSpeed Studiosとの共同開発 |  |
| 2023年 | スター・ウォーズ ジェダイ:サバイバー           | Microsoft Windows, PlayStation 5, Xbox Series X/S            | エレクトロニック・アーツ（株） |                                |  |